# Alamul
Alamul är en ort i Mexiko.   Den ligger i kommunen Mitontic och delstaten Chiapas, i den sydöstra delen av landet, 800 km öster om huvudstaden Mexico City. Alamul ligger 1 895 meter över havet och antalet invånare är 657.
Terrängen runt Alamul är bergig. Runt Alamul är det tätbefolkat, med 319 invånare per kvadratkilometer. Närmaste större samhälle är Cancuc, 5,7 km nordost om Alamul. I omgivningarna runt Alamul växer i huvudsak städsegrön lövskog.